# Saruplase
Saruplase é uma enzima fibrinolítica. Ela está intimamente ligada à uroquinase.